# NOL7
NOL7 (англ. Nucleolar protein 7) – білок, який кодується однойменним геном, розташованим у людей на короткому плечі 6-ї хромосоми. Довжина поліпептидного ланцюга білка становить 257 амінокислот, а молекулярна маса — 29 426.
| 10         |  | 20         |  | 30         |  | 40         |  | 50         |
| ---------- |  | ---------- |  | ---------- |  | ---------- |  | ---------- |
| MVQLRPRASR |  | APASAEAMVD |  | EGQLASEEEE |  | AEHGLLLGQP |  | SSGAAAEPLE |
| EDEEGDDEFD |  | DEAPEELTFA |  | SAQAEAREEE |  | RRVRETVRRD |  | KTLLKEKRKR |
| REELFIEQKK |  | RKLLPDTILE |  | KLTTASQTNI |  | KKSPGKVKEV |  | NLQKKNEDCE |
| KGNDSKKVKV |  | QKVQSVSQNK |  | SYLAVRLKDQ |  | DLRDSRQQAA |  | QAFIHNSLYG |
| PGTNRTTVNK |  | FLSLANKRLP |  | VKRAAVQFLN |  | NAWGIQKKQN |  | AKRFKRRWMV |
| RKMKTKK    |  |            |  |            |  |            |  |            |

A: Аланін

C: Цистеїн

D: Аспарагінова кислота

E: Глутамінова кислота

F: Фенілаланін

G: Гліцин

H: Гістидин

I: Ізолейцин

K: Лізин

L: Лейцин

M: Метіонін

N: Аспарагін

P: Пролін

Q: Глутамін

R: Аргінін

S: Серин

T: Треонін

V: Валін

W: Триптофан

Кодований геном білок за функцією належить до фосфопротеїнів. 
Задіяний у такому біологічному процесі, як альтернативний сплайсинг. 
Локалізований у ядрі.